# Перегінське (гміна)
Ґміна Перегінське — об'єднана сільська ґміна Долинського повіту Станиславівського воєводства Польської республіки в 1934—1939 рр. Центром ґміни було село Перегінське.
Ґміну Перегінське було утворено 1 серпня 1934 р. у межах адміністративної реформи в ІІ Речі Посполитій із тогочасних сільських ґмін: Вільхівка, Перегінське і Решняте.
17 січня 1940 року ґміна була ліквідована, а територія увійшла до новоствореного Рожнятівського району. 
Гміна (волость) була відновлена на час німецької окупації з липня 1941 р. до липня 1944 р., до неї була приєднане село Ріпне зі ґміни Ріпне, натомість передане село Решняте до ґміни Рожнятів. На 1 березня 1943 року населення ґміни становило 9 779 осіб..